# RMS Olympic
Il RMS Olympic è stato un transatlantico britannico, nave gemella del RMS Titanic e della HMHS Britannic. Tra le tre navi fu la "sorella fortunata", cioè l'unica a svolgere regolarmente la propria vita operativa e a non affondare. Fu anche la prima ad essere costruita delle tre navi, che componevano la classe Olympic della rinomata compagnia navale White Star Line ed erano pressoché identiche nelle dimensioni e nell'aspetto estetico (l'unica differenza esteriore significativa era la parte anteriore della passeggiata del ponte A, che sul Titanic e sul Britannic era coperta, aumentando la stazza di circa mille tonnellate); internamente, invece, erano presenti numerosi spazi e particolari che le differenziavano.
Circa 10 anni prima, la stessa compagnia aveva già in progetto la costruzione di una nave di nome Olympic, che però non venne mai realizzata.

## L'idea della nave

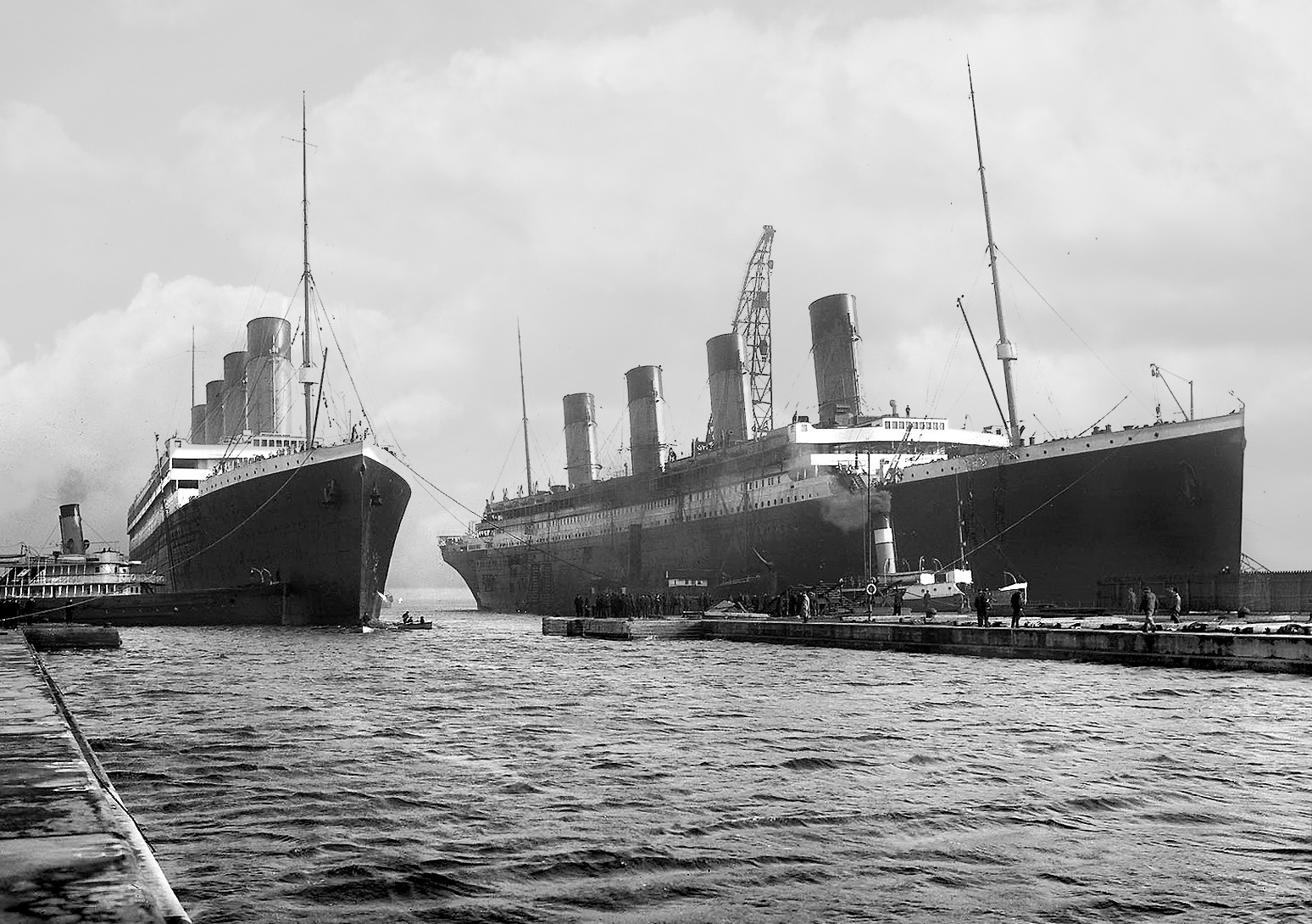
LOlympic (a sinistra) e il Titanic

La nave fu disegnata da William Pirrie, presidente della Harland and Wolff, e dall'architetto navale e capo progettista Thomas Andrews.
Fu concepita per dominare le rotte atlantiche (insieme alle gemelle Titanic e Britannic) e battere le nuove, lussuose e veloci navi della compagnia rivale Cunard Line, il RMS Lusitania ed il RMS Mauretania (la Cunard risponderà a tale concorrenza facendo costruire il RMS Aquitania, ancora più grande e veloce). Al momento del completamento in bacino, sarebbe stata la nave più grande del mondo. Nacque così l'idea della Classe Olympic.
La costruzione del RMS Olympic venne finanziata dall'armatore statunitense John Pierpont Morgan con la sua società International Mercantile Marine Co. Il bastimento fu registrato presso il porto di Liverpool e gli furono assegnati il numero ufficiale di vascello 131346 e la sigla telegrafica "MKC".
Il progetto era ambiziosissimo: la nave avrebbe dovuto avere uno scafo lungo 269 m, largo 28 m, alto 53,3 m e con un pescaggio di 10,5 m. L'Olympic (come le gemelle) doveva essere una nave lussuosissima, con ogni comodità e ogni sfarzo possibile all'interno, anche a costo di sacrificare velocità ed efficienza. Questo valeva anche per la terza classe, che era molto più abitabile di qualsiasi pari classe delle altre compagnie navali. La stazza al momento del varo era di 45.324 tonnellate (contro le 31.938 del Mauretania), diventando così, anche se per poco tempo, il più grande manufatto semovente mai costruito, fino al varo della gemella RMS Titanic, che superava l'Olympic anche per quanto riguarda il lusso degli ambienti interni.
Tra le altre cose furono previsti, sul ponte D, una piscina (l'Olympic fu la prima nave nella storia a possederla), una palestra, un bagno turco e un campetto di squash.
La propulsione era a vapore; era perciò un piroscafo. Le caldaie erano ben 29, ognuna con un diametro di 5 metri, ed inizialmente bruciavano circa 728 tonnellate di carbone al giorno. Il vapore alimentava, in sequenza, due motrici alternative invertibili a triplice espansione dotate di quattro cilindri (uno ad alta pressione, uno a media pressione e due a bassa pressione) contrapposti ed una turbina Parsons a bassa pressione non invertibile. Le macchine alternative delle tre navi della classe Olympic, che restano ancora oggi le più grandi mai costruite, occupavano quattro piani in altezza sviluppando quasi 38 MW (51.000 CV) di potenza e muovevano le due eliche laterali, di circa 7 metri di diametro. La turbina muoveva la sola elica centrale, larga circa 5 metri, che faceva confluire l'acqua direttamente sul timone. Un documento ritrovato nei cantieri Harland and Wolff, che costruirono sia l'Olympic che il Titanic, afferma che sull'Olympic le due eliche laterali avevano tre pale e quella centrale quattro, mentre sul Titanic tutte e tre le eliche avevano tre pale. Le due navi erano assolutamente all'avanguardia dal punto di vista tecnologico, oltre che per il comfort di viaggio ed i servizi offerti.
La velocità massima era di 23 nodi (43 km/h), inferiore a quella del Mauretania, la nave più veloce del mondo (26/27 nodi).
Fu oggetto del debutto della nuova stazione radio, analoga a quella che sarebbe poi stata inserita nel Titanic, che raggiungeva una portata di ben 400 miglia (650 km), con le antenne che erano collocate sui due alberi maestri a un'altezza di 60 metri e distanti tra loro 180 metri (in caso di emergenza, il generatore elettrico poteva essere sostituito da un generatore diesel).
Il ponte lance era dotato di 16 nuovissime gru "Welin", progettate dallo stesso Andrews, in grado di sostenere complessivamente 32 lance di salvataggio e ammainarne 64, ma tale proposta fu bocciata perché si riteneva che così tante lance sui ponti sarebbero state antiestetiche, avrebbero ostacolato la visuale dall'interno ed avrebbero dato un'immagine di insicurezza alla nave, così alla fine si installarono soltanto 16 lance e 4 canotti pieghevoli; è da notare che, negli anni 1910, la presenza di un numero così esiguo di scialuppe (elemento che si rivelerà determinante nel naufragio del Titanic, che avrebbe avuto una dotazione di imbarcazioni di salvataggio analoga), che di fatto non sarebbero assolutamente state sufficienti per tutti i passeggeri con la nave a pieno carico, non violava nessuna delle regolamentazioni in vigore.
Alla consegna il transatlantico costò circa 7 milioni di dollari (400 milioni di dollari odierni), una spesa enorme, coperta da un'assicurazione che avrebbe pagato nel caso di gravi incidenti (affondamento) della nave durante il suo servizio.
L'Olympic e il Titanic rappresentavano un vanto per la White Star Line, che voleva dimostrare di cosa fosse capace per scalzare la rivale Cunard una volta per tutte.

## La costruzione
Venne deciso di costruire l'Olympic (prima) e Titanic (poi) in contemporanea, così fu realizzato un grandissimo cantiere con impalcature altissime per poter ospitare i transatlantici, mentre la terza nave sarebbe stata realizzata una volta ultimata la prima. Visti da prua, all'Olympic spettava il posto di destra e al Titanic quello di sinistra.
La chiglia venne impostata il 16 settembre 1909. Poche settimane dopo venne impostato anche il Titanic. Venne impiegata molta forza lavoro per la costruzione delle due navi gemelle. La priorità era l'Olympic, motivo per cui fu impiegata più manodopera su questa nave piuttosto che sul Titanic.
L'Olympic venne varato il 20 ottobre 1910, pochi mesi prima della gemella. Fu portato nel bacino di carenaggio per essere completato nelle sue sovrastrutture e dotato dei caratteristici 4 fumaioli colorati in ocra e nero, come voleva la tradizione della White Star Line, e per l'installazione di motori, caldaie ed eliche. Analogamente a quanto poi sarebbe avvenuto anche sulle due navi gemelle, soltanto 3 dei 4 fumaioli erano usati per espellere i gas di scarico dell'apparato propulsivo, mentre il quarto, quello di poppa, era stato inserito solamente a scopo estetico e funzionava come condotto di ventilazione. Nel 1911 il transatlantico fu portato per la prima volta in mare per le prove di collaudo. Queste andarono a buon fine e, così, si poté far entrare l'Olympic in servizio.

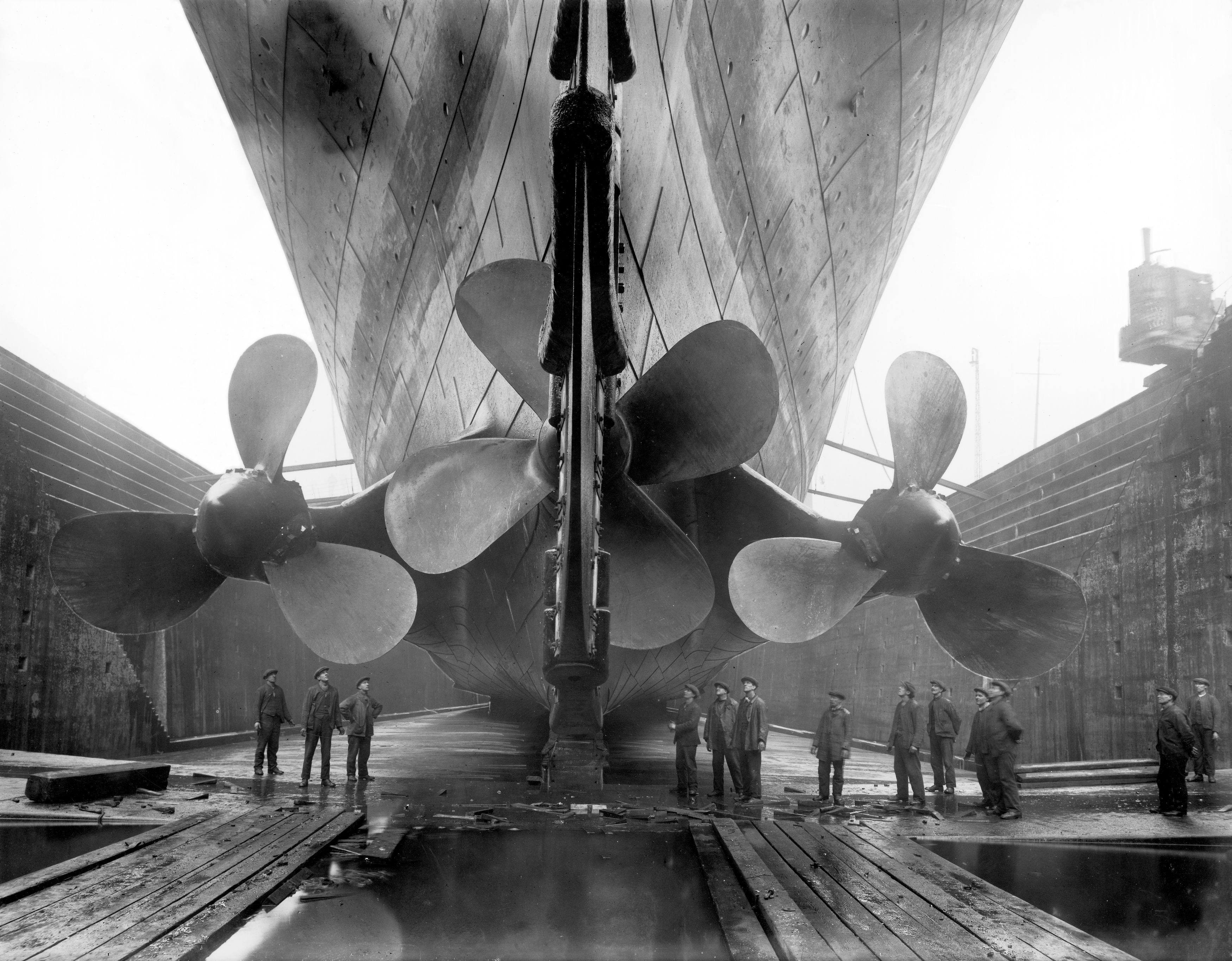
Le eliche dell'Olympic fotografate nel gennaio 1924

## Gli interni dell'Olympic

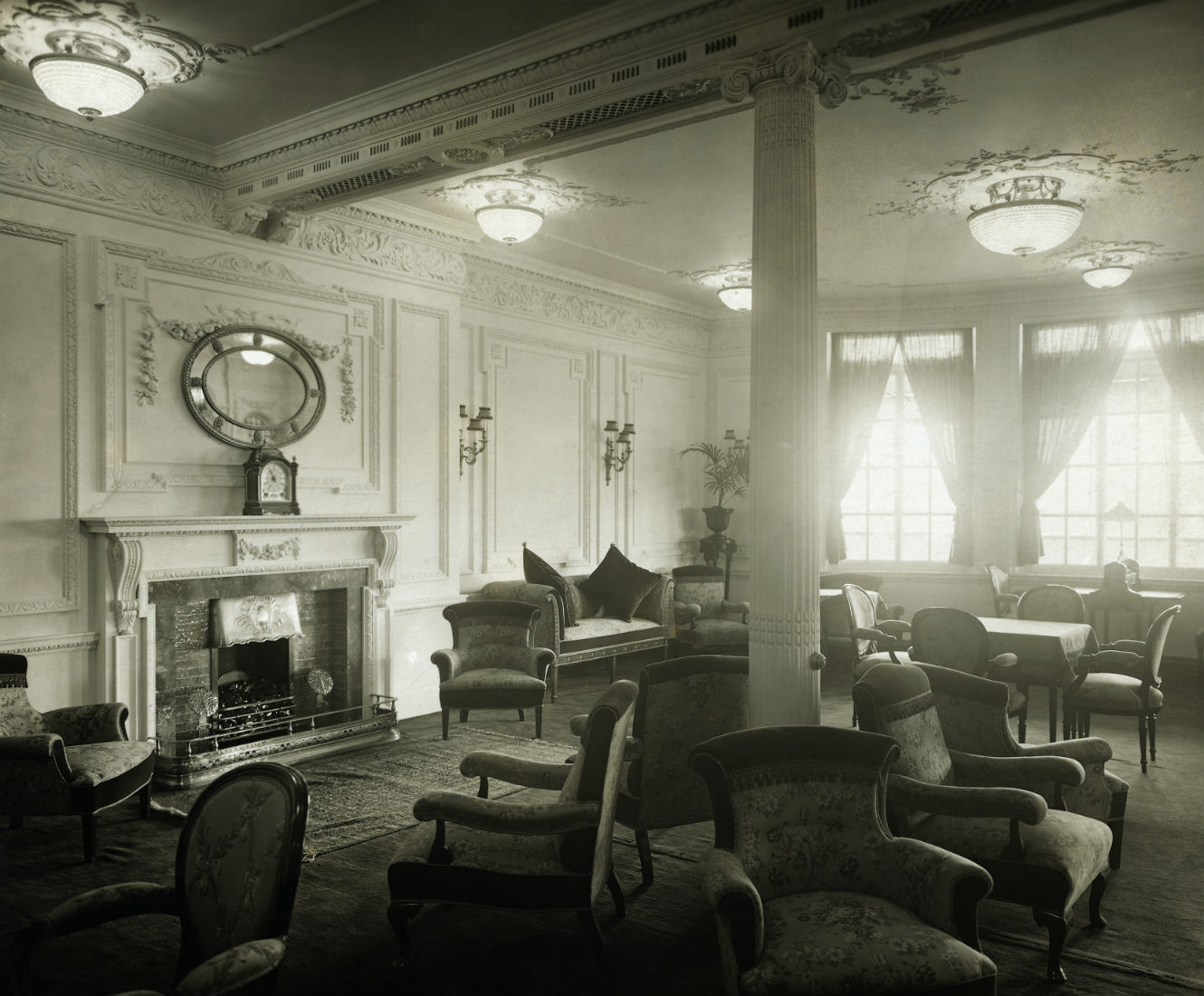
La sala di lettura e di scrittura

È stata la prima nave su cui siano stati inaugurati una serie di interni di lusso che non si erano mai visti prima, con decorazioni di ogni genere, grandi scalinate, ogni comodità e anche ogni eccesso che ci si poteva permettere. A differenza di quanto avvenuto fino ad allora, anche la terza classe era piuttosto comoda: valeva, se non completamente, quasi una seconda delle altre imbarcazioni rivali.

## L'entrata in servizio

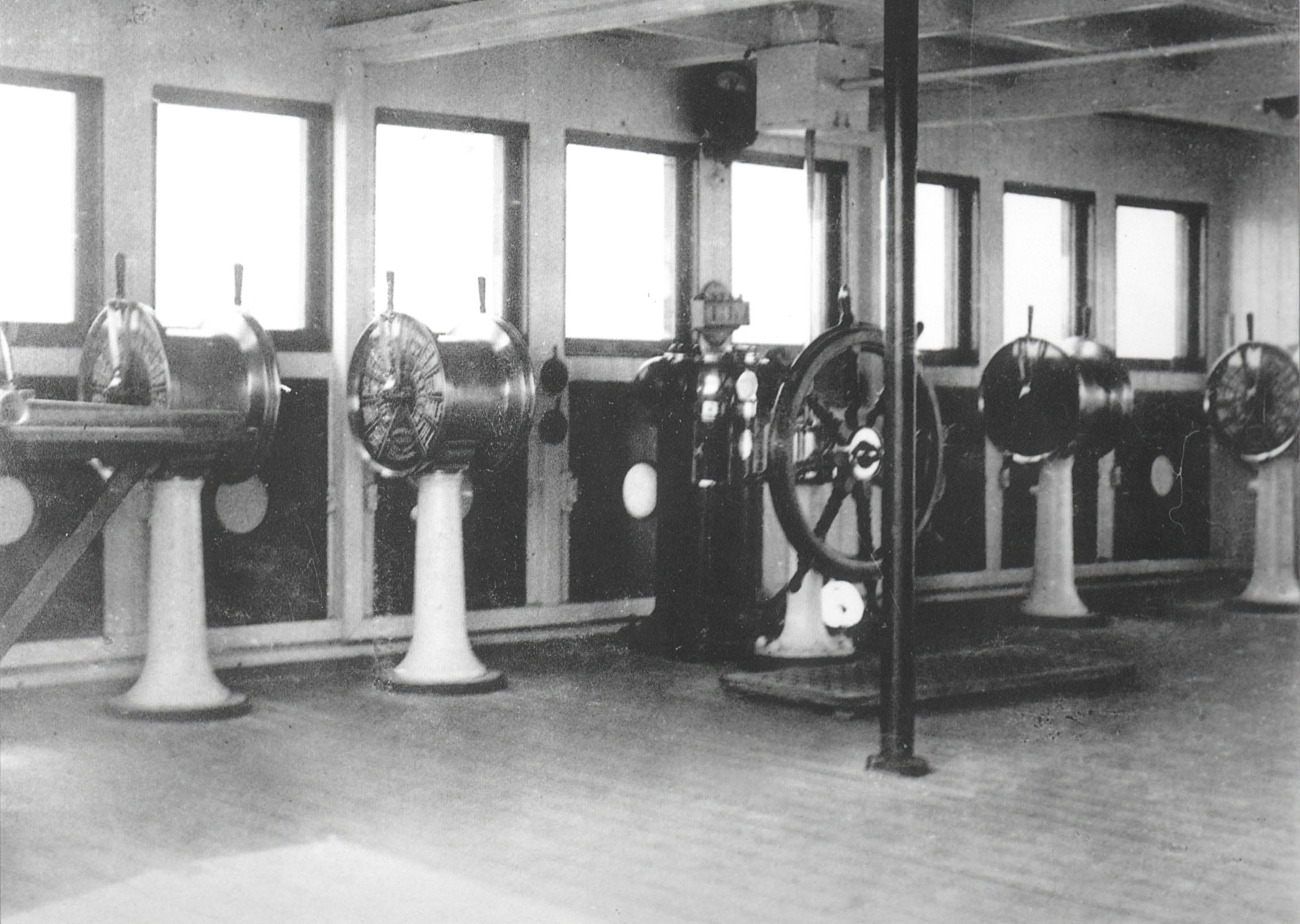
La plancia di comando

Compì il suo viaggio inaugurale il 14 giugno 1911 da Southampton a New York al comando dell'esperto capitano Edward Smith, lo stesso che poco meno di un anno dopo avrebbe comandato il Titanic nel suo unico viaggio, sulla stessa rotta. Il transatlantico stupì tutti arrivando negli Stati Uniti dopo 5 giorni, 16 ore e 42 minuti (non era il primato assoluto, detenuto dal Mauretania), senza neanche accendere tutte le caldaie. Anche questa prima traversata, però, non fu del tutto indenne da problemi: l'Olympic infatti fece quasi affondare un rimorchiatore durante le manovre nel porto di New York.

### L'incidente con laHawke

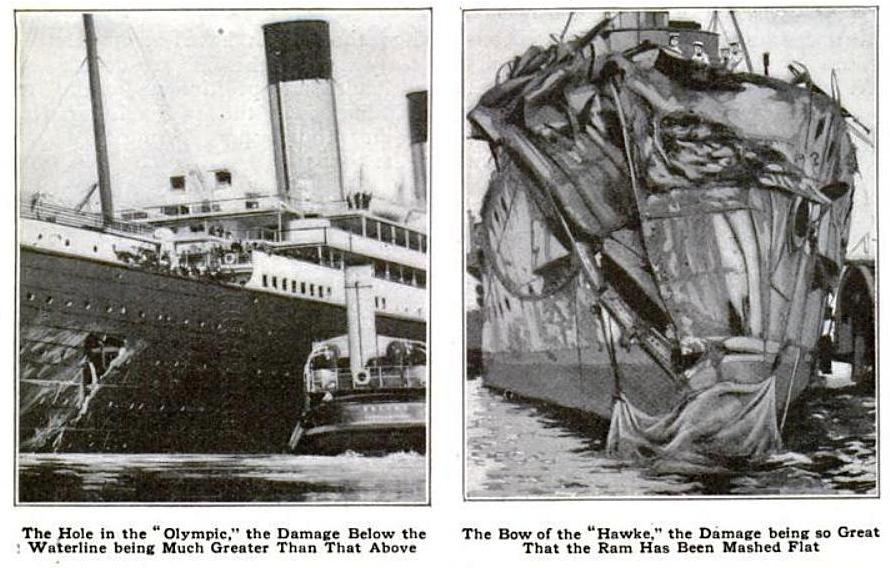
Le conseguenze dell'incidente tra l'Olympic e l'incrociatore Hawke. I danni maggiori li riportò proprio quest'ultimo.

Il 20 settembre 1911, dopo la partenza da Southampton in forte ritardo, l'Olympic venne speronato a dritta da parte del vecchio incrociatore Hawke della Royal Navy nelle acque del Solent: la collisione causò uno squarcio nella poppa, con conseguente danneggiamento di due compartimenti stagni e la perdita di una pala dell'elica. L'Olympic fu riparato nel bacino di carenaggio di Belfast, l'unico capace di ospitare una nave di tali dimensioni. Lì, curiosamente, affiancò il Titanic (come già gli era accaduto durante la costruzione) che stava per essere completato. Una foto ritrae i due giganti affiancati.

### Durante il naufragio delTitanic
L'Olympic, il 14 aprile 1912, giorno del fatale schianto contro l'iceberg della gemella, era anch'esso in navigazione, sulla tratta opposta, ovvero New York-Southampton, ma lontanissimo dal luogo dell'incidente, trovandosi a circa 930 km dal luogo della collisione. L'Olympic ricevette comunque i segnali di SOS e le due navi poterono tenersi in contatto grazie ai propri telegrafi estremamente potenti. Il capitano Haddock diede inoltre l’ordine di raggiungere la gemella e impostò la rotta alla velocità di 23 nodi, ma non poté fare nulla per salvare i passeggeri del Titanic poiché era troppo lontano.
Arrivò sul luogo del disastro a mattino inoltrato, quando ormai il Carpathia aveva concluso le operazioni di salvataggio. Il comandante del Carpathia Arthur Rostron si confrontò con l'amministratore delegato della White Star Line Bruce Ismay, sopravvissuto all'affondamento, e considerò l'idea di trasferire i superstiti del Titanic sulla nave gemella, in modo tale da evitare alla Cunard Line un costoso ritorno a New York, idea che poi abbandonò, sia perché ritenne che i naufraghi non avrebbero voluto salire su una nave praticamente identica a quella da cui si erano appena miracolosamente salvati, sia per evitare loro un ulteriore stressante trasbordo in pieno oceano.

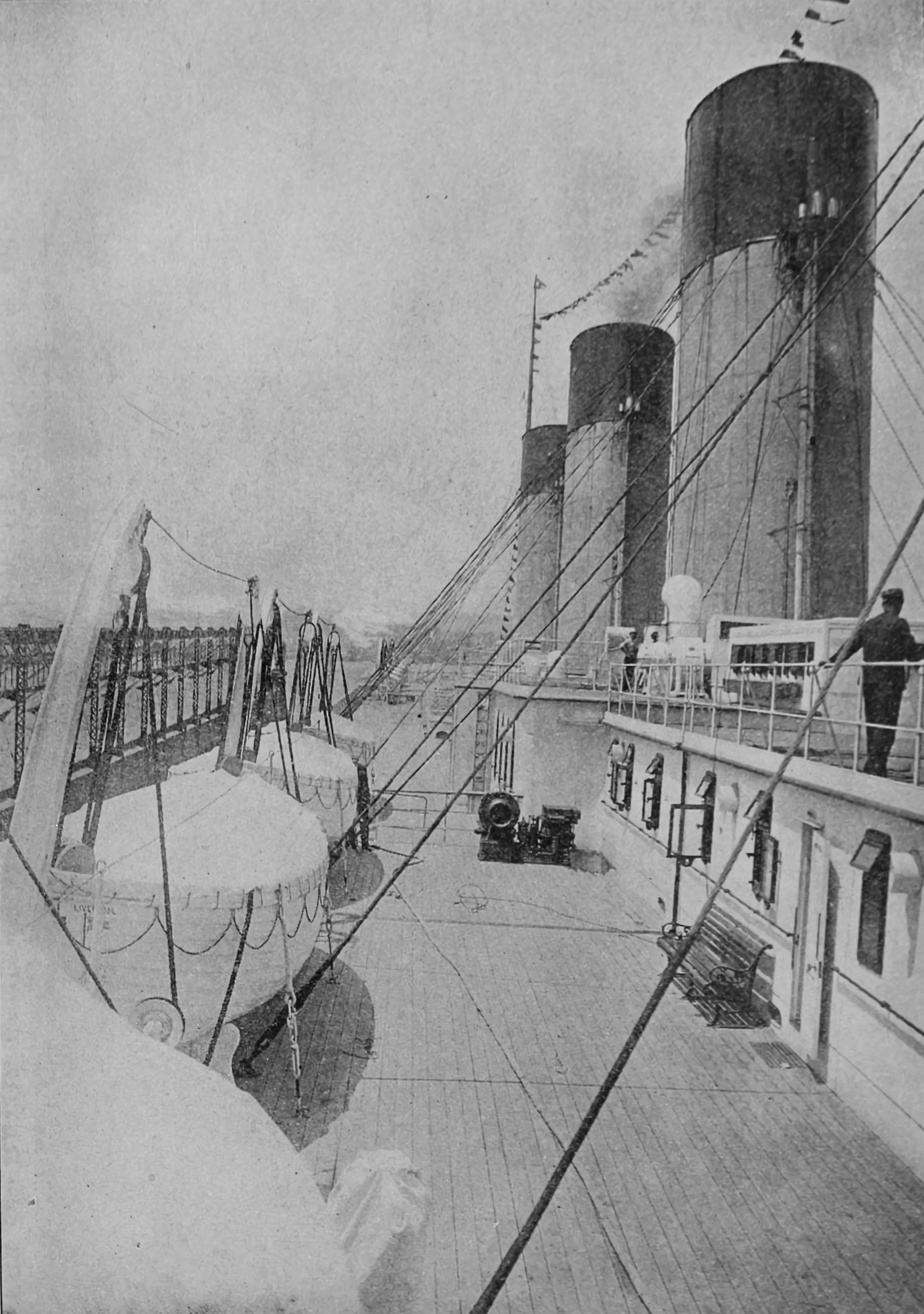
Il ponte lance

## Le operazioni post-Titanic
Dopo il disastro del Titanic, l'Olympic fu richiamato immediatamente dalla compagnia. Si decise subito di intervenire aumentando la sicurezza della nave, che fu portata nel bacino di carenaggio, dove passò oltre sei mesi ed andò incontro ad un importante riallestimento: il doppio scafo venne esteso anche alle murate, fu aumentato il numero delle lance di salvataggio e l’altezza delle paratie stagne fu portata fino al ponte B, in modo tale da poter resistere a galla anche con 5 compartimenti allagati, cosa che non era stato possibile alla gemella Titanic (sulla quale le paratie stagne arrivavano solo fino al ponte E, consentendo all'acqua imbarcata di tracimare). Con queste modifiche passò da una stazza di 45.324 tonnellate a una stazza di 46.359 tonnellate, il che significò la riconquista del titolo di nave più grande del mondo, strappandolo al Titanic (46.328 tonnellate) e mantenendolo fino al varo della SS Imperator, nello stesso anno.
Sulla terza gemella Britannic vennero fermati i lavori e modificato il progetto.
Terminati i lavori, nella primavera del 1913, l'Olympic riprese il mare, sempre sulle rotte del Nord Atlantico. Nel 1914 un temporale ruppe alcune vetrate della sala da pranzo di prima classe, ferendo alcuni passeggeri e il commissario di bordo.

## Prima guerra mondiale

### Scoppio della guerra

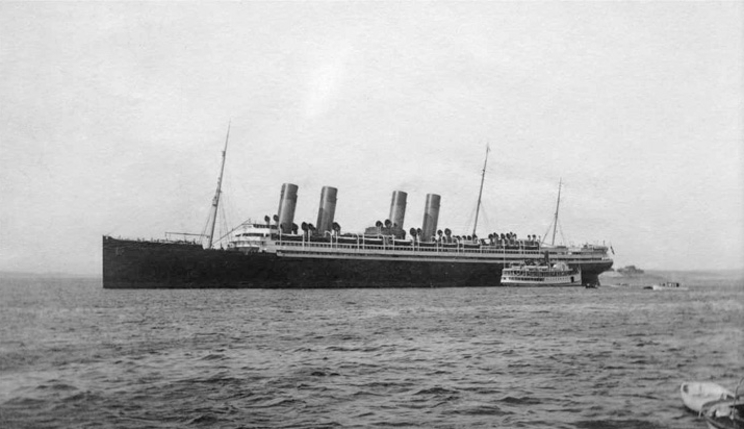
La SS Kronprinzessin Cecilie con i fumaioli colorati come l'Olympic per camuffarsi

All'inizio delle ostilità il numero di passeggeri diminuì drasticamente: il 9 agosto, partendo da New York, l'Olympic si fece scortare da un incrociatore.
Avvenne anche un fatto curioso: sulla nave tedesca Kronprinzessin Cecilie vennero colorati i fumaioli esattamente come quelli delle navi della White Star Line, per poterla camuffare.

### Il tentativo di recupero della HMSAudacious
Anche dopo l'inizio della guerra l'Olympic continuò a effettuare il servizio civile. Si decise, però, come sul Lusitania, di colorare i fumaioli totalmente in nero. Il 27 ottobre 1914, durante il viaggio verso New York, l'Olympic si trovò a dover attraversare un campo minato e ricevette una richiesta di soccorso dalla corazzata HMS Audacious, che poco prima era stata colpita da una mina. L'Olympic recuperò l'equipaggio e in seguito provò a trainare la nave in panne, ma tutti e tre i tentativi fallirono. Alla fine sull'Audacious si verificò un'esplosione e la nave venne abbandonata al suo destino.

### La conversione in nave trasporto truppe
Poco tempo dopo l'Olympic fu ormeggiato a Belfast, dove rimase fermo per quasi un anno. La Royal Navy, dopo l'affondamento del Lusitania, iniziò a requisire anche navi di grosse dimensioni. Il Mauretania e l'Aquitania divennero navi ospedale. Stessa sorte toccò alla gemella Britannic, ancora prima di essere completata nei cantieri.
L'Olympic, al contrario, fu requisito per essere utilizzata come nave trasporto truppe, con una capacità di 6000-7000 uomini: pertanto, una volta terminato il Britannic, fu riportato in bacino per poter essere adattato al nuovo ruolo per la guerra.
La nave fu dotata di armamenti come cannoni di bordo e fu modificata per adempiere al meglio il suo nuovo ruolo.

### Il cambio di colori
Durante il periodo come imbarcazione militare, l'Olympic riuscì a sfuggire a un sottomarino nel novembre del 1915, schivò due siluri e passò indenne un bombardamento da parte di un aereo bulgaro nel gennaio del 1916.

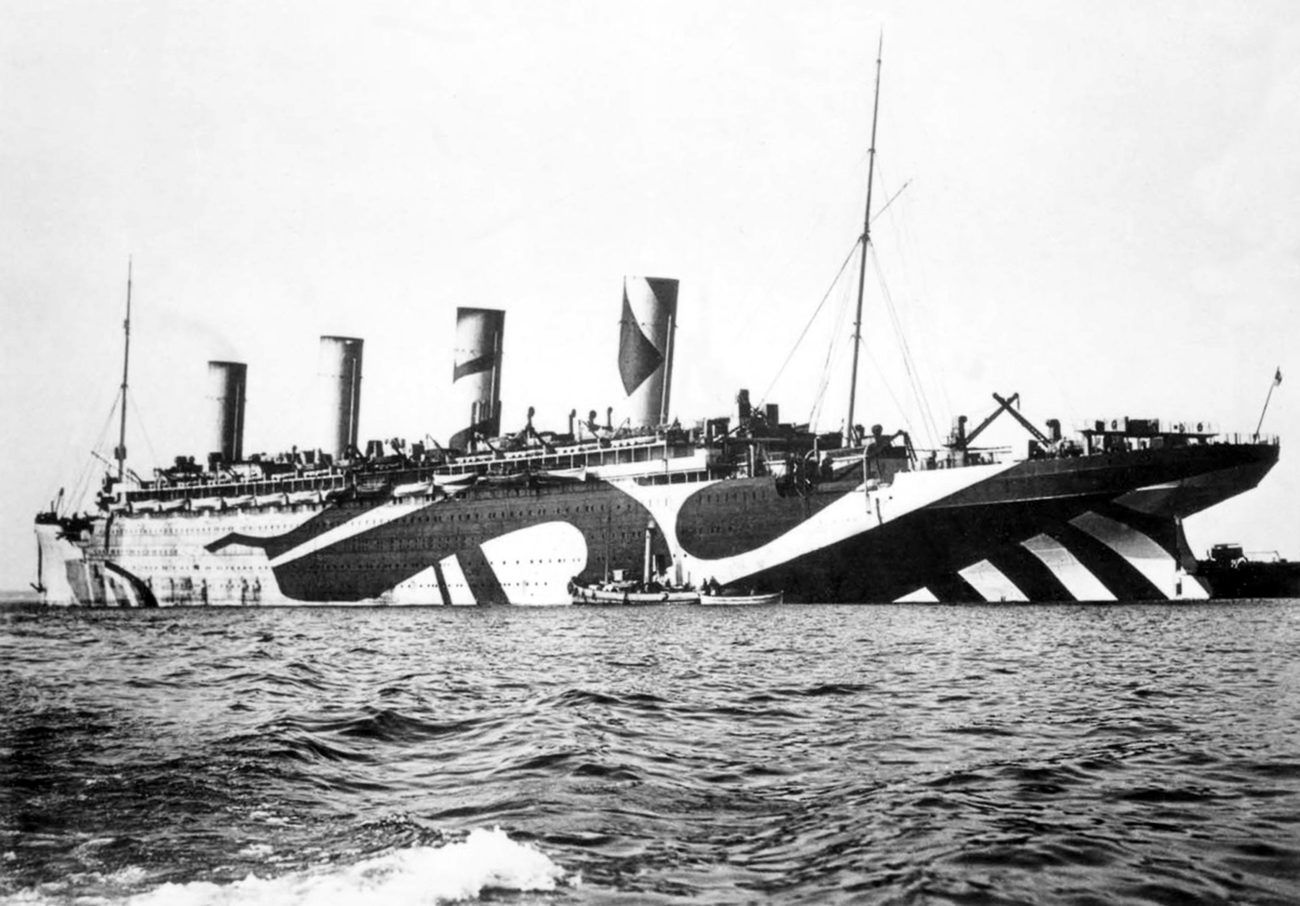
L'HMT Olympic come nave trasporto truppe, nella prima guerra mondiale, con il camuffamento Dazzle.

Nel 1917 fu ridipinto lo scafo con classico camuffamento Dazzle. Nel 1918 fu nuovamente ridipinta con un diverso schema di colori.

### L'affondamento dell'U-103
Nel triennio 1917-1919 l'Olympic non solo uscì indenne da ben quattro attacchi dei sommergibili tedeschi, ma riuscì anche nella storica impresa di affondarne uno, l'U-Boot U-103.
Nelle prime ore del 12 maggio 1918 l'U-103 era pronto per colpire l'Olympic a poppa con 2 siluri, ma fallì, dando il tempo all'Olympic di avvistarlo e iniziare la controffensiva. Nello scontro ravvicinato la nave ebbe ragione sul sommergibile, attaccandolo ed affondandolo prima con un cannone di bordo e successivamente creando una falla con una delle sue eliche. Il sottomarino affondò portando con sé 9 persone, mentre altri 31 membri si salvarono. L'Olympic non si fermò per recuperare i superstiti ma proseguì verso Cherbourg, dove era diretto. I marinai tedeschi furono salvati dalla USS Davis e portati in Inghilterra come prigionieri di guerra.
Fu un risultato eccezionale perché, di fatto, l'Olympic fu l'unica nave mercantile a riuscire ad affondare un sottomarino tedesco, conquistandosi così un'ottima reputazione. Nel 1918 cessarono le ostilità e la nave venne restituita alla sua compagnia; nei tre anni di impiego militare aveva trasportato 119 000 uomini, conquistandosi il soprannome di "Vecchia Affidabile" (in inglese Old Reliable).

## Ripristino a nave civile
Tra il 1919 e il 1920 la nave fu ritirata nel bacino per essere ripristinata al servizio civile. Durante questi lavori vennero trovate delle crepe nell'opera viva e si pensò a dei siluri, probabilmente due, rimasti inesplosi al contatto con lo scafo.

## Ritorno al servizio passeggeri

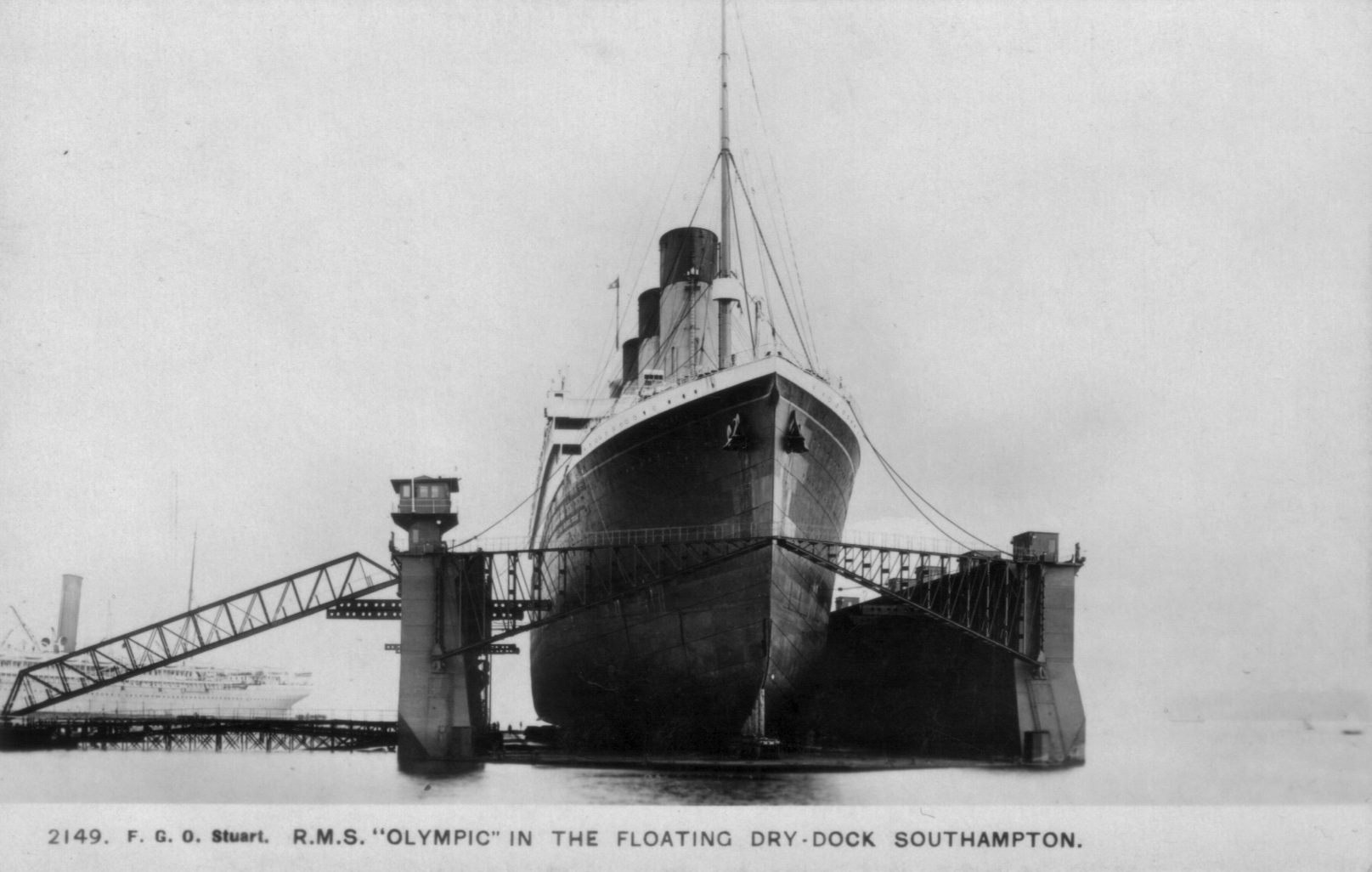
LOlympic in bacino di carenaggio, anni '20

Nel 1919, sempre nell'ambito dei lavori per il ritorno al servizio civile, le caldaie a carbone vennero convertite per bruciare nafta, aumentando la stabilità di funzionamento e riducendo notevolmente il numero di operatori necessari in sala macchine. La nave ritornò sulle rotte oceaniche nel 1920 e vi rimase per altri quindici anni; nei suoi anni di servizio, in totale, effettuò circa cinquecento traversate. Uno dei suoi passeggeri più famosi fu il comico inglese Charlie Chaplin, che se ne servì per spostarsi tra Stati Uniti e Regno Unito nel 1921 e nel 1931.

### L'incidente con laFort St. George
Il 22 marzo 1924, nel porto di New York, l'Olympic fu protagonista di un nuovo incidente con un'altra imbarcazione, il piroscafo Fort St. George (che nel 1935 sarebbe stato ceduto al Lloyd Triestino col nome di Cesarea e successivamente di Arno). Quest'ultimo stava scendendo il North River, a velocità sostenuta, e aveva previsto di passare dietro al codone di poppa dell'Olympic, ma la sua velocità, definita successivamente eccessiva, la fece finire contro il timone della grande nave, strisciando sullo scafo e danneggiando le sovrastrutture. Dal canto suo, anche l'Olympic subì dei danni: inizialmente si pensava a danni di poco conto ma, dopo un'attenta verifica, si riscontrarono danni ingenti alla zona poppiera. Per questo motivo essa fu interamente sostituita.
Nel processo che si tenne successivamente all'incidente, la colpa fu data al Fort St. George. L'Olympic, finite le riparazioni, tornò in servizio.

### La crisi del 1929
In seguito alla crisi del 1929, i passeggeri che solcavano le rotte dell'Atlantico diminuirono drasticamente e l'Olympic non fece eccezione. La nave venne affiancata, nelle rotte oceaniche, prima dal Majestic, poi dal Britannic (che portava lo stesso nome della gemella affondata nel 1916) e dal Georgic.
Un grosso problema, comunque, derivava dal fatto che l'Olympic, nonostante le manutenzioni e le migliorie del caso, era ormai un bastimento con vent'anni di servizio sulle spalle e risultava obsoleto se confrontato con i nuovi transatlantici degli anni '30, ad esempio i tedeschi Bremen ed Europa, il francese Normandie e gli italiani Rex e Conte di Savoia.
Nel 1933 molti interni della nave vennero ridipinti in verde, tra cui la grande scalinata.
Nel 1934 il governo inglese impose alla White Star Line e alla Cunard Line la fusione. Come tutte le imbarcazioni della compagnia, anche l'Olympic entrò a far parte di questa nuova realtà.

### L'incidente con laNantucket

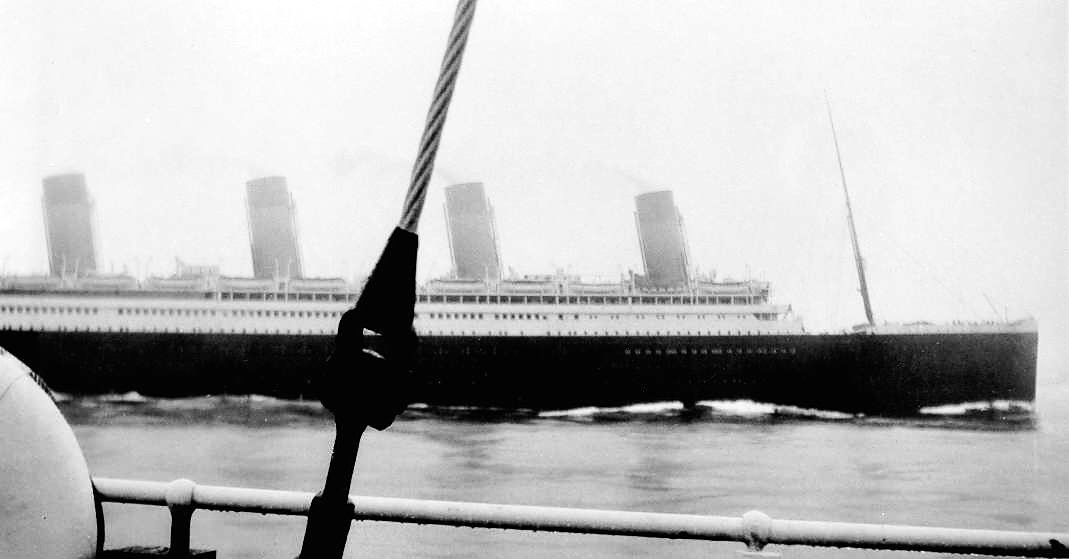
LOlympic fotografato dalla Nantucket LV-117, qualche mese prima che la stessa nave venisse affondata dal transatlantico inglese.

Il 15 maggio 1934 l'Olympic speronò di prua la nave faro americana Nantucket Lightship LV-117. La piccola nave naufragò e morì tutto il suo equipaggio: alcuni membri morirono sul colpo, mentre altri morirono successivamente in ospedale.

## Disarmo e demolizione

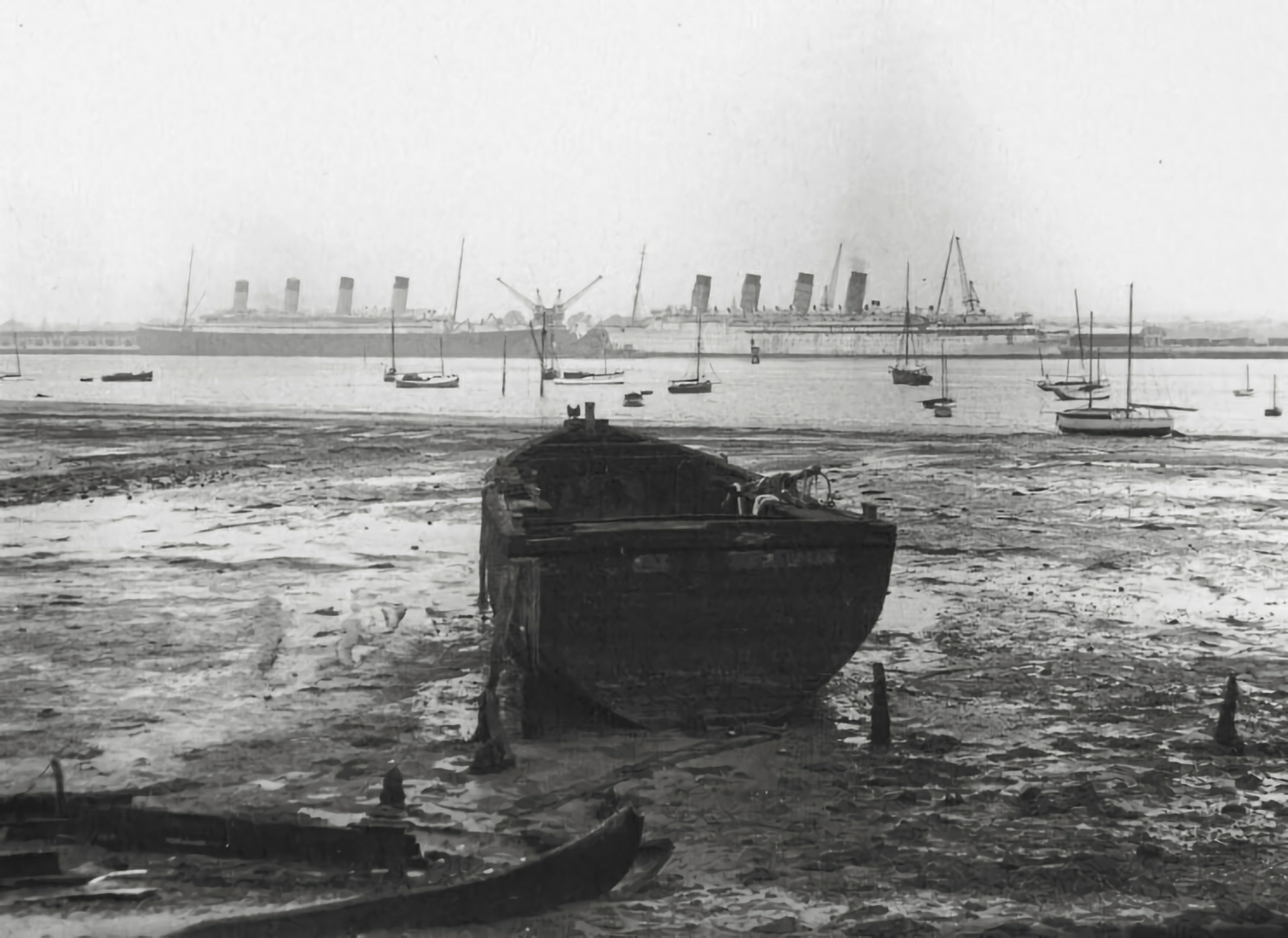
LOlympic (sinistra) e il Mauretania (destra) prima della demolizione.

Pochi mesi dopo la nave fu posta in disarmo e nel marzo del 1935 fece il suo ultimo viaggio a New York prima di essere venduta, privata degli eleganti interni e demolita, insieme al RMS Mauretania.
La demolizione delle due vecchie navi servì a finanziare la costruzione della nuova nave ammiraglia della Cunard White Star, ovvero la RMS Queen Mary.

## Il destino degli interni dell'Olympic
Molti degli interni originali dell'Olympic si trovano attualmente nel White Swan Hotel ad Alnwick. Altri, come il ristorante, si trovavano sulla nave Celebrity Millennium, costruita nel 2000, e nel ristorante a lei dedicato, il Ristorante Olympic.

## Navi gemelle
- RMS Titanic
- HMHS Britannic (RMS Gigantic)

## Sommario delle navi colpite

### Conflitto bellico
| Data           | Nome     | Tipo               | Nazionalità | Tonnellate (tsl) | Destino   |
| -------------- | -------- | ------------------ | ----------- | ---------------- | --------- |
| 12 maggio 1918 | SM U-103 | Sottomarino U-Boat | Germania    | 946              | Affondata |

### Altri incidenti
| Data              | Nome                       | Tipo                  | Nazionalità | Tonnellate (tsl) | Destino     |
| ----------------- | -------------------------- | --------------------- | ----------- | ---------------- | ----------- |
| 20 settembre 1911 | HMS Hawke                  | Incrociatore protetto | Regno Unito | 7890             | Danneggiata |
| 22 marzo 1924     | Fort St. George            | Piroscafo misto       | Regno Unito | 8024             | Danneggiata |
| 15 maggio 1934    | Nantucket Lightship LV-117 | Nave-Faro             | Stati Uniti | 630              | Affondata   |